# Pernille Eybye
Pernille Eybye Jørgensen (født 1982) er en dansk forfatter. Hun debuterede i 2004 med spøgelsesromanen "Kristines hjerte".
Hun er født og opvokset i Skjern, indtil hun flyttede til Aalborg i 2003 for at læse til bibliotekar. Hun var uddannet i 2007 og flyttede derefter tilbage til Skjern, har siden arbejdet som bibliotekar, mens hun i fritiden har skrevet romaner for børn og unge.